# Michał Wiercioch
Michał Wiercioch (ur. 6 października 1986) – polski lekkoatleta specjalizujący się w rzucie młotem.
Zawodnik klubów: Żak Wałcz (2001–2005), AZS-AWF Gorzów Wielkopolski (od 2006). Brązowy medalista mistrzostw Polski (2008). Młodzieżowy mistrz Polski (2008) oraz dwukrotny brązowy medalista młodzieżowych mistrzostw Polski (2006, 2007). Rekord życiowy: 65,32 (2008).